# Rhizoctonia muneratii
Rhizoctonia muneratii é uma espécie de fungo pertencente à família Ceratobasidiaceae.